# Amor Maior
Amor Maior fue una telenovela portuguesa, transmitida por la cadena televisiva SIC. Escrita por Inês Gomes y producida por SP Televisão. Estreño el 12 de septiembre de 2016 y terminó el 30 de septiembre de 2017, como sucesora de Coração d'Ouro y sucedió Paixão.
Fue protagonizada por Sara Matos, José Fidalgo, Inês Castel-Branco y José Mata.

## Elenco
- Sara Matos - Clara Resende Borges (Protagonista)
- José Fidalgo - Manuel Paiva (Protagonista)
- Inês Castel-Branco - Francisca Alves Borges (Antagonista)
- José Mata - Paulo Costa «Lobo» (T1:Antagonista/T2:Protagonista)
- João Reis - Gonçalo Nascimento (T1:Invitado/T2:Co-Antagonista)
- Ana Padrão - Laura Resende (T1:Invitada/T2:Coprotagonista)

## Temporadas
| Temporada | Temporada | Episodios | Episodios           | Emisión original         | Emisión original    |
| Temporada | Temporada | Episodios | Episodios           | Primera emisión          | Última emisión      |
| --------- | --------- | --------- | ------------------- | ------------------------ | ------------------- |
|           | 1         | 170       | 170                 | 12 de septiembre de 2016 | 28 de marzo de 2017 |
|           | 2         | 163       | 91                  | 29 de marzo de 2017      | 10 de julio de 2017 |
| 72        | 2         | 163       | 11 de julio de 2017 | 30 de septiembre de 2017 |                     |